# Стрелбище (квартал)
„Стрелбище“ е жилищен комплекс (ж.к.) на София, влизащ в състава на район Триадица. Разположен е в южната част на града. Граничи на изток с бул. „П. Ю. Тодоров“ и Южния парк и един от пазарите в София – „Иван Вазов“; на юг – с бул. „Гоце Делчев“; а в северозападна посока – с бул. „България“.
Емблематични за комплекса са ул. „Нишава“, ул. „Хайдушка гора“, ул. „Бадемова гора“, особено в частта около Южния парк, и ул. „Енос“, ул. „Майор Първан Тошев“, ул. „Дедеагач“, ул. „Траянова врата“, които са в близост до бул. „България“.

## История
След войните за национално обединение югозападно от кв. „Иван Вазов“ и околовръстната жп линия до бул. „В. Лазаров“ и „Красно село“, както и на север до Царибродския квартал, постепенно се разраства квартал „Стрелбище“. Наречен така, поради това, че тук били стрелбищата на войниците от Първи и Шести пехотен търновски полк и спирката със същото име на околовръстната линия.
Теренът бил зает от силно наводнявани пролет и есен пасища, а землището било на Боянската община, заграбено от Софийска. Най-напред се застроява по-северната част на квартала, главно с бежанци от Кукушко, Царибродско, Босилеградско и други, която започва да се нарича Първо стрелбище. Почти едновременно, на юг, се застроява Второ стрелбище, главно с преселници от Трънско, Царибродско и др. Застрояваните парцели частично са заграбвани. Кварталът е добре планиран, но къщите били едноетажни и към 1940 г. наброяват около 5000.

## Архитектура
В архитектурно отношение комплексът е съчетание от панелно, тухлено, ЕПК и модерно строителство. Почти всички сгради в комплекса са с централно топлозахранване. Първите панелни блокове (от серия Бс-2-64) са построени в края на 1960-те години, а по-новите панелни (от серия Бс-69-Сф) – през 1970-те и 1980-те. Монолитното и ЕПК строителство е особено активно през 1980-те години.

## Инфраструктура
Стрелбище е един от най-комуникативните комплекси (квартали) на столицата. Край комплекса минават следните линии на столичния градски транспорт – трамваи: 1, 7; тролеи: 2, 7, 8, 9; автобуси: 64, 73, 74, 76, 83, 102, 204, 304, N4 (нощна линия)
Пощенските кодове (станции) на ж.к. „Стрелбище“ са 1404 и 1408.

## Образование
- 126 ОУ „П. Ю. Тодоров“;
- Национална професионална гимназия по полиграфия и фотография;
- Втора английска езикова гимназия „Томас Джеферсън“.

## Улици и произход на имената им
| Път                  | Наречен на                                            | Местоположение |
| -------------------- | ----------------------------------------------------- | -------------- |
| „Бадемова гора“      | ?                                                     | Карта          |
| „Боровец“            | Боровец, курорт край Самоков                          | Карта          |
| „Боянски водопад“    | Боянски водопад, водопад на Боянската река            | Карта          |
| „България“           | България, държава в Европа                            | Карта          |
| „Гоце Делчев“        | Гоце Делчев (1872 – 1903), революционер               | Карта          |
| „Дедеагач“           | Дедеагач, град в Североизточна Гърция                 | Карта          |
| „Добри Христов“      | Добри Христов (1875 – 1941), композитор               | Карта          |
| „Доспейски проход“   | ?                                                     | Карта          |
| „Дюлински проход“    | Дюлински проход, проход в Стара планина               | Карта          |
| „Енос“               | Енос, град в Северозападна Турция                     | Карта          |
| „Златишки проход“    | Златишки проход, проход в Стара планина               | Карта          |
| „Златна врата“       | ?                                                     | Карта          |
| „Йордан Йовков“      | Йордан Йовков (1880 – 1937), писател                  | Карта          |
| „Кестенова гора“     | ?                                                     | Карта          |
| „Косово поле“        | Косово поле, котловина в Косово                       | Карта          |
| „Костенски водопад“  | Костенски водопад, водопад на Стара река в Ихтиманско | Карта          |
| „Костина“            | Костина, местност в Тетевенско                        | Карта          |
| „Котленски проход“   | Котленски проход, проход в Стара планина              | Карта          |
| „Майор Първан Тошев“ | Първан Тошев (1903 – 1988), комунистически деец       | Карта          |
| „Мидия“              | Мидия, град в Северозападна Турция                    | Карта          |
| „Мила родина“        | Мила Родино, националният химн на България            | Карта          |
| „Начо Иванов“        | Начо Иванов (1904 – 1944), комунистически партизанин  | Карта          |
| „Нишава“             | Нишава, река в България и Сърбия                      | Карта          |
| „Орехова гора“       | ?                                                     | Карта          |
| „Петко Ю. Тодоров“   | Петко Тодоров (1879 – 1916), писател                  | Карта          |
| „Роженски проход“    | Рожен, проход в Родопите                              | Карта          |
| „Руен“               | Руен, връх в България и Северна Македония             | Карта          |
| „Твърдишки проход“   | Твърдишки проход, проход в Стара планина              | Карта          |
| „Траянови врата“     | Траянови врата, проход в Средна гора                  | Карта          |
| „Трънски проход“     | ?                                                     | Карта          |
| „Тулча“              | Тулча, град в Румъния                                 | Карта          |
| „Хайдушка гора“      | ?                                                     | Карта          |
| „Червена роза“       | ?                                                     | Карта          |
| „Ясенова гора“       | ?                                                     | Карта          |